# Бодня, Валерия Сергеевна
Валерия Сергеевна Бодня (род. 26 ноября 1999 года) - российская пловчиха и пловчиха в ластах.

## Карьера
Живёт в Красноярске, тренируется в КДЮСШ. Мастер спорта по плаванию (приказ министра спорта №25-нг от 6 апреля 2016 года), мастер спорта международного класса по подводному спорту (приказ министра спорта №171-нг от 9 ноября 2016 года). Тренер - С.С. Терешков.
Серебряный призёр чемпионата России по плаванию в короткой воде 2016 года (комбинированная эстафета 4×50 м). Бронзовый призёр чемпионата России по плаванию в короткой воде 2016 года (комбинированная эстафета 4×100 м). Бронзовый призёр чемпионата России по плаванию в короткой воде 2017 года (комбинированная эстафета 4х100 м).
На чемпионате России по плаванию в ластах 2018 года завоевала золото в плавании в классических ластах на 50 м. На 100-метровой дистанции была третьей.
Бронзовый призёр чемпионата мира по плаванию в ластах 2018 года (50 м в классических ластах).